# 에프제로
《에프제로》(F-Zero, エフゼロ)는 닌텐도가 제작한 레이싱 게임 시리즈이다. 첫 번째 게임은 1990년 슈퍼 패미컴 콘솔 동시 발매작으로서 출시됐으며 이후 후속작들이 닌텐도 기종으로 출시됐다.
미래 시대를 배경으로 하며 매우 빠른 진행 속도, 락 위주의 음악과 높은 난이도가 특징이다. 발매 기종의 기술적 한계까지 밀어부쳐 가장 빠른 경주 게임 시리즈로 등극했으며, 이후 《데이토나 USA》와 《와이프아웃》같은 게임들에 영향을 끼쳤다.
2004년 《에프제로 클라이맥스》를 끝으로 시리즈가 정체상태에 머물러있으나, 《마리오 카트》와 《슈퍼 스매시 브라더스》같은 타 닌텐도 게임들에 시리즈가 찬조출연한다. 2003년에는 프로덕션 리드가 제작한 애니메이션 《에프제로 팔콘 전설》이 방영됐다.

## 게임
- 《에프제로》 (1990)
- 《BS 에프제로 그랑프리》 (1996)
- 《BS 에프제로 그랑프리 2》 (1997)
- 《에프제로 X》 (1998)
  - 《에프제로 X 익스펜션 키트》 (2000)
- 《에프제로: 맥시멈 벨로시티》 (2001)
- 《에프제로 GX》 (2003)
- 《에프제로 클라이맥스》 (2004)

## 전망
2021년, 《에프제로 GX》의 프로듀서 나고시 토시히로는 닌텐도가 허락한다면 《마리오 카트》 시리즈와 차별되는 새 《에프제로》 게임을 만들고 싶다고 밝혔다.